# 東京龍原府

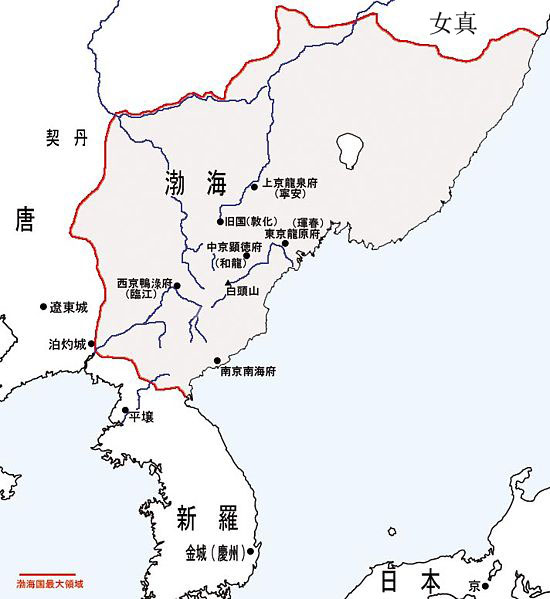
渤海国内の東京龍原府の位置

東京龍原府（とうけいりゅうげんふ）は、中華人民共和国吉林省延辺朝鮮族自治州琿春市に位置したと推定される、渤海時代の都城。正確な位置については比定されていないが、図們江沿岸の八連城遺跡であるとの説が有力である。
『新唐書』の記述によれば元は濊貊の地であり、下部に慶州、穆州、塩州を管轄した。785年（大興48年）から794年（正暦元年）まで都が設置された。新羅、日本との交通路上に位置し、当時の渤海における交通の要衝であったと考えられている。
東京龍原府へと遷都したのは、日本との交通の便宜のためでもあろうとみられる。